# Blitzen
Blitzen az Amerikai Egyesült Államok északnyugati részén, Oregon állam Harney megyéjében elhelyezkedő kísértetváros.

## Története
Nevét a Donner und Blitzen folyóról kapta. Az 1910-ben a településhez közelebb költöztetett posta első vezetője Mr. Stewart volt; a hivatal 1943-ban zárt be. A népesség gyorsan csökkent: 1924-ben már csak három család élt itt. Mára mindössze néhány épületrom maradt fenn.

## Fordítás
- Ez a szócikk részben vagy egészben  a   Blitzen, Oregon című angol Wikipédia-szócikk ezen változatának fordításán alapul.  Az eredeti cikk szerkesztőit annak laptörténete sorolja fel. Ez a jelzés csupán a megfogalmazás eredetét és a szerzői jogokat jelzi, nem szolgál a cikkben szereplő információk forrásmegjelöléseként.